# 10472 Santana-Ros
10472 Santana-Ros este o planetă minoră (asteroid), cu un diametru de 3,111 km, din centura de asteroizi. A fost descoperită pe 2 martie 1981 la Observatorul Siding Spring de Schelte J. Bus. 
Obiectul prezintă o orbită caracterizată de o semiaxă mare de 2,3410404 UAi, o excentricitate de 0,22, o înclinație de 2,75801 ° în raport cu ecliptica.